# Pilea matama
Pilea matama es una especie de planta del género Pilea, perteneciente a la familia Urticaceae.

## Taxonomía
Pilea matama fue descrita por A. K. Monro en 2009.

## Distribución
Se encuentra en el territorio de Costa Rica.